# V1532 Геркулеса
V1532 Геркулеса (лат. V1532 Herculis) — двойная затменная переменная звезда типа W Большой Медведицы (EW) в созвездии Геркулеса на расстоянии приблизительно 4743 световых лет (около 1454 парсек) от Солнца. Видимая звёздная величина звезды — от +14,6m до +14,2m. Орбитальный период — около 0,3855 суток (9,2516 часа).
Открыта Райнером Гребелем в 2015 году*.

## Характеристики
Первый компонент — жёлтая звезда спектрального класса G. Радиус — около 1,72 солнечного, светимость — около 2,615 солнечной. Эффективная температура — около 5787 K.
Второй компонент — жёлтая звезда спектрального класса G.